# Claymore (spada)
Il termine in lingua inglese claymore, derivante dallo scoto-gaelico claidheamh ("spada"), correlato al vocabolo latino gladius, indica due tipi di spada usate dai guerrieri della Scozia tra Medioevo ed Età Moderna:
1. claidheamh dha lamh ("spada a due mani"), variante scozzese della spada a due mani tipica del Tardo Medioevo, caratterizzata da una guardia a crociera con i bracci diritti, piegati ad angolo acuto rispetto alla lama, in uso tra XIV e XVII secolo;
2. claidheamh mòr ("grande spada"), variante scozzese della spada con elsa a cesto in uso alle forze di fanteria nel XVII e XVIII secolo.

La claymore con elsa a cesto è oggi parte dell'alta uniforme del reggimento Highlanders della British Army.

## Etimologia del nome
Stando alle principali fonti linguistiche scoto-gaeliche e al preziosissimo materiale contenuto nelle raccolte folcloristiche scozzesi (su tutte il Dwelly's Illustrated Gaelic to English Dictionary ed il Culloden - The Swords and the Sorrows), il vocabolo "claymore" non comparve prima del XVIII secolo, quando apparve la parola claidheamh mòr, "grande spada" o "spadona", per indicare un'arma ad una mano più massiccia rispetto alla spada da lato o alla striscia ormai imperanti nei duelli o nei campi di battaglia europei.
Intorno al 1750 comparve anche la parola claidheamh dà làimh, "spada a due mani", che iniziò a essere utilizzata per indicare lo spadone tardo-medievale in uso ai clan scozzesi, sostituendo il vocabolo precedente, ora a noi sconosciuto. Questa sovrapposizione linguistica non interessò solamente la spada a due mani. Il vocabolo claidheamh subentrò a molti altri termini nella nomenclatura delle spade precedentemente in uso in Scozia: claidheamh cuil designò il costoliere, claidheamh crom la coltella da guerra di ispirazione ungherese, claidheamh caol la striscia.

## Claymorea due mani
La claymore era una spada a due mani utilizzata nelle continue guerre tra clan scozzesi dal XIV al XVII secolo. L'ultimo scontro degno di nota in cui si crede siano state utilizzate delle claymore in gran numero è stata la Battaglia di Killiecrankie del 1689.
Rispetto alle altre spade a due mani sviluppatesi in Europa tra Tardo Medioevo e Rinascimento, la claymore scozzese era forse la più maneggevole, fatto salvo il Montante spagnolo: 1,4 metri di lunghezza totale, 1 metro di lunghezza per la lama e circa 2,5 kg di peso complessivo.
Nell'insieme, i dati tecnici dell'arma la fanno rientrare nel modello XIIIa della Oakeshott typology.
Caratteristica tipica della claymore a due mani era l'impugnatura. La guardia constava di una crociera a bracci diritti, chiusi ad angolo acuto sulla lama, forse per favorire manovre di disarmo, terminanti in arrotondamenti spatolati e trilobati (a volte quadrilobati). Il pomolo era circolare e con una raggiera incisa. La lama della claymore poteva presentare ricasso, spesso manicato di cuoio, o sguscio ma le fonti iconografiche presentano anche modelli antichi con lama interamente a vista e codolo che si innesta direttamente nella crociera.
Alcuni modelli di claymore a due mani montavano, oltre ai bracci, in questo caso curvi, due valve concave a protezione della mano ("guscio di vongola").

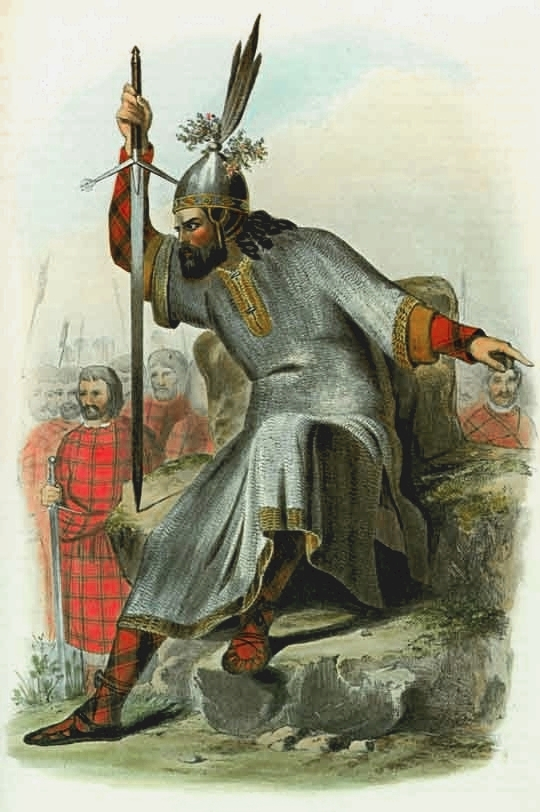
Guerriero del clan MacDonald con claymore a due mani e usbergo di maglia metallica - ill. di Robert Ronald MacIan in Logan 1847
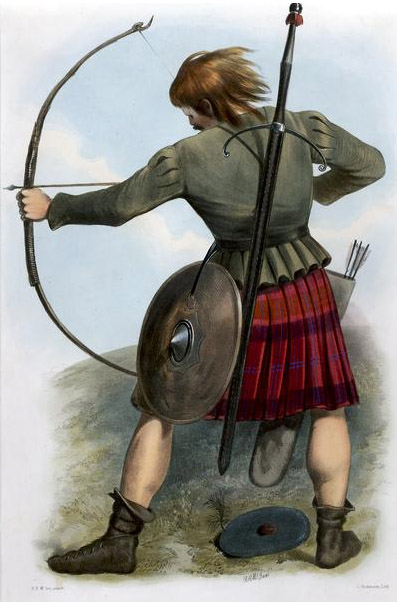
Arciere del clan Macquarrie con claymore a due mani - ibidem

## Claymorecon elsa a cesto
La "claymore con elsa a cesto" fu la variante scozzese delle Spade con Elsa a Cesto diffusesi in Europa nel corso del XVII secolo. La peculiare controguardia di quest'arma, un cesto in metallo che avvolgeva completamente la mano dello schermidore, rivestito, al suo interno, di velluto, spesso di colore rosso, era stata derivata da un modello europeo, importato in Scozia ai primi del Seicento dalle truppe del capitano di ventura George Sinclair: la cosiddetta "Spada con guardia alla Sinclair" (probabilmente un dussack tedesco).
La definizione "claymore con elsa a cesto" vale in realtà per due tipologie di arma:
1. la spadona vera e propria, claidheamh mòr, simile alla schiavona, famosa tipologia di spada con elsa a cesto originaria del Mediterraneo, in particolare come indica il nome delle coste slave dell'Adriatico, in uso alle truppe della Serenissima Repubblica di Venezia, e poi diffusasi in tutta Europa: Sir Edward Massey, governatore di Gloucester e colonnello parlamentare durante la guerra civile inglese, venne spesso rappresentato dall'iconografia contemporanea armato di una spada con elsa a cesto molto simile alla schiavona italiana;
2. il costoliere da fante, claidheamh cuil, una spada a lama diritta, monofilare.

I guerrieri scozzesi del Seicento scendevano in battaglia armati della loro spada con elsa a cesto e di una targa coperta di cuoio bollito come arma di difesa. Armi secondarie erano il lungo coltello delle Highlands, il dirk, il moschetto e, in alcuni casi, anche la vecchia claymore a due mani.
Divenuta un simbolo della Scozia dopo l'Insurrezione giacobita, la claymore con elsa a cesto viene utilizzata nella Danza della spada scozzese ed è parte integrante dell'alta uniforme del reggimento Highlanders della British Army. L'arma era ancora in uso al tempo dello Sbarco in Normandia, durante la seconda guerra mondiale: pare ne portasse una il tenente colonnello Jack Churchill.

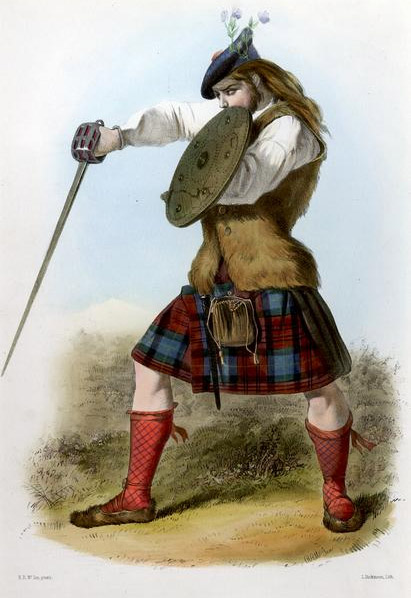
Guerriero del clan MacLachlan con claymore a cesto e targa - ill. di Robert Ronald MacIan in Logan 1847
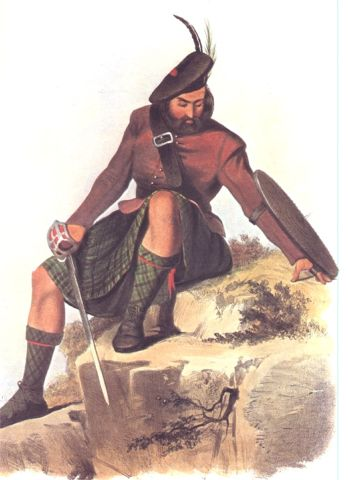
Guerriero del clan MacKay con claymore a cesto e targa - ibidem
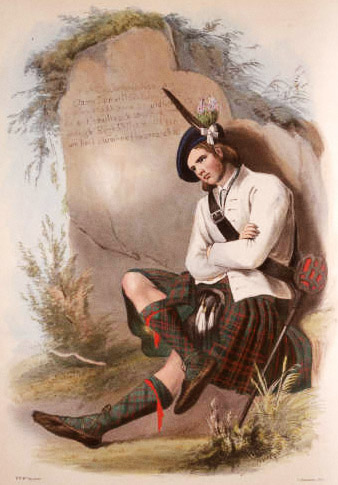
Guerriero del clan MacDonald - ibidem
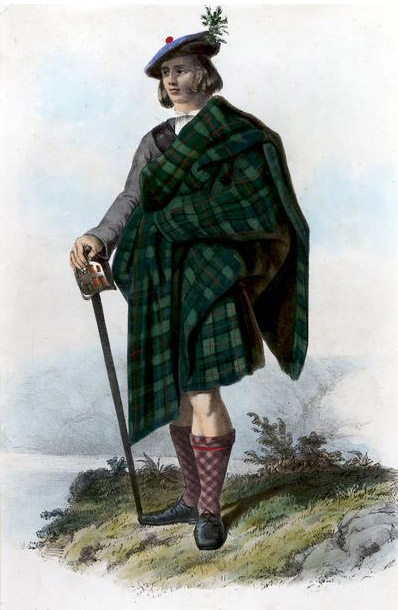
Guerriero del clan MacLeod - ibidem
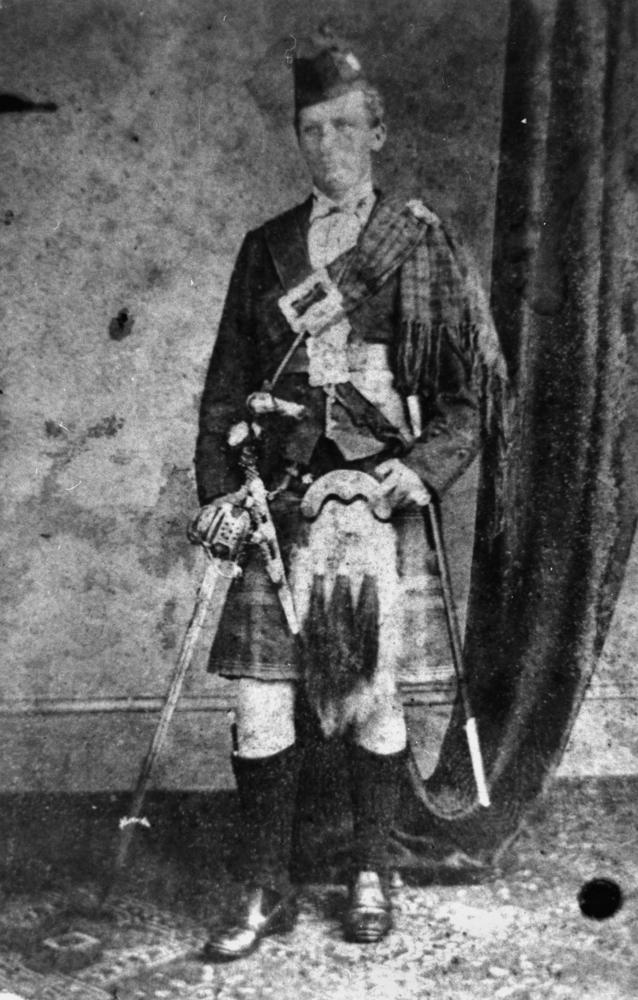
Victor Campbell in kilt armato di claymore a cesto - fotografia del 2 gennaio 1872